# Victor Schuller
Victor Schuller, né le 11 janvier 1995 à Colmar, est un ancien skieur alpin francais. Grand espoir du ski alpin français, il termine quatrième de l'épreuve de super G aux Jeux olympiques de la jeunesse d'hiver de 2012. Il a ensuite remporté la médaille de bronze de descente aux Championnats du monde juniors de 2016 à Sotchi.

## Parcours sportif
Victor Schuller a remporté une médaille de bronze lors de ses participations aux championnats du monde junior entre 2015 et 2016. En 2015, âgé de 20 ans, pour ses premiers mondiaux juniors en Norvège, il est au pied du podium dans l'épreuve de super G, échouant à quatre centièmes de la médaille de bronze. En 2016  à Sotchi, il remporte la médaille de bronze dans l'épreuve de la descente.
Fin mars 2023, après plusieurs saisons marquées par de nombreuses blessures, il annonce la fin de sa carrière à l'âge de 28 ans.

## Palmarès

### Championnats du monde junior
| Épreuve / Édition     | Descente           | Super G | Slalom géant | Slalom | Combiné |
| Mondiaux 2015 Hafjell | 31e                | 4e      | Abandon      | -      | 8e      |
| Mondiaux 2016 Sotchi  | Médaille de bronze | 10e     | -            |        | -       |

### Jeux olympiques de la jeunesse d'hiver
Victor Schuller est sélectionné aux côtés de Leny Herpin aux Jeux olympiques de la jeunesse d'hiver de 2012. Sa meilleure performance est une quatrième place en super G à seize centièmes d'une médaille de bronze.
| Épreuve / Édition  | Super G | Slalom géant | Slalom | Combiné |
| JOJ 2012 Innsbruck | 4e      | Abandon      | 15e    | 12e     |

### Coupe d'Europe
- 2 victoires en descente.

### Championnats de France

#### Jeunes
2 titres de Champion de France